# Sauvillers-Mongival
Sauvillers-Mongival è un comune francese di 186 abitanti situato nel dipartimento della Somme nella regione dell'Alta Francia.

## Società

### Evoluzione demografica
Abitanti censiti